# Savigny-sur-Clairis
Savigny-sur-Clairis és un municipi francès, situat al departament del Yonne i a la regió de Borgonya - Franc Comtat. L'any 2007 tenia 380 habitants.

## Demografia

### Població
El 2007 la població de fet de Savigny-sur-Clairis era de 380 persones. Hi havia 122 famílies, de les quals 28 eren unipersonals (16 homes vivint sols i 12 dones vivint soles), 41 parelles sense fills, 45 parelles amb fills i 8 famílies monoparentals amb fills.
La població ha evolucionat segons el següent gràfic:
Habitants censats

### Habitatges
El 2007 hi havia 512 habitatges, 118 eren l'habitatge principal de la família, 387 eren segones residències i 7 estaven desocupats. 506 eren cases i 5 eren apartaments. Dels 118 habitatges principals, 91 estaven ocupats pels seus propietaris, 10 estaven llogats i ocupats pels llogaters i 16 estaven cedits a títol gratuït; 9 tenien dues cambres, 8 en tenien tres, 34 en tenien quatre i 67 en tenien cinc o més. 105 habitatges disposaven pel capbaix d'una plaça de pàrquing. A 53 habitatges hi havia un automòbil i a 56 n'hi havia dos o més.

### Piràmide de població
La piràmide de població per edats i sexe el 2009 era:
| Homes | Edats   | Dones |
| ----- | ------- | ----- |
| 0     | 95 o +  | 12    |
| 8     | 90 a 94 | 8     |
| 4     | 85 a 89 | 40    |
| 4     | 80 a 84 | 4     |
| 8     | 75 a 79 | 24    |
| 4     | 70 a 74 | 16    |
| 4     | 65 a 69 | 4     |
| 8     | 60 a 64 | 4     |
| 12    | 55 a 59 | 0     |
| 8     | 50 a 54 | 8     |
| 12    | 45 a 49 | 0     |
| 4     | 40 a 44 | 8     |
| 12    | 35 a 39 | 12    |
| 4     | 30 a 34 | 4     |
| 8     | 25 a 29 | 12    |
| 8     | 20 a 24 | 8     |
| 0     | 15 a 19 | 8     |
| 8     | 10 a 14 | 8     |
| 16    | 5 a 9   | 8     |
| 4     | 0 a 4   | 12    |

## Economia
El 2007 la població en edat de treballar era de 181 persones, 128 eren actives i 53 eren inactives. De les 128 persones actives 118 estaven ocupades (73 homes i 45 dones) i 10 estaven aturades (3 homes i 7 dones). De les 53 persones inactives 24 estaven jubilades, 16 estaven estudiant i 13 estaven classificades com a «altres inactius».

### Ingressos
El 2009 a Savigny-sur-Clairis hi havia 139 unitats fiscals que integraven 314 persones, la mediana anual d'ingressos fiscals per persona era de 19.241,5 €.

### Activitats econòmiques
Dels 24 establiments que hi havia el 2007, 1 era d'una empresa de fabricació d'altres productes industrials, 4 d'empreses de construcció, 3 d'empreses de comerç i reparació d'automòbils, 1 d'una empresa de transport, 2 d'empreses d'hostatgeria i restauració, 1 d'una empresa immobiliària, 5 d'empreses de serveis, 4 d'entitats de l'administració pública i 3 d'empreses classificades com a «altres activitats de serveis».
Dels 5 establiments de servei als particulars que hi havia el 2009, 1 era un taller de reparació d'automòbils i de material agrícola, 2 paletes, 1 guixaire pintor i 1 restaurant.
L'any 2000 a Savigny-sur-Clairis hi havia 4 explotacions agrícoles.

## Equipaments sanitaris i escolars
El 2009 hi havia una escola maternal integrada dins d'un grup escolar amb les comunes properes formant una escola dispersa.

## Poblacions més properes
El següent diagrama mostra les poblacions més properes.